# Cerco ABCD
El cerco ABCD (ABCD包囲陣 Ēbīshīdī hōijin?), también llamado línea ABCD  (ABCDライン Ēbīshīdī rain?)  fue el nombre que en 1941, pocos meses antes del ataque a Pearl Harbor, dio la prensa japonesa al supuesto cerco al que estaban sometiendo a Japón los cuatro países referidos en la lista: «American, British, Chinese and Dutch encirclement» (es decir, Estados Unidos, Gran Bretaña, China y Holanda).

## Historia
El 22 de julio de 1941 el gobierno de Vichy, bajo la amenaza del uso de la fuerza, accedió finalmente a que Japón ocupara completamente la Indochina francesa. Esto provocó la reacción inmediata de Estados Unidos y el 24 de julio el secretario de estado Cordell Hull comunicó al embajador japonés Kichisaburō Nomura que las negociaciones que mantenían los dos países quedaban rotas. Dos días después el presidente Franklin D. Roosevelt ordenaba la congelación de todos los activos japoneses en Estados Unidos, decisión que fue secundada por Gran Bretaña —cuyo embajador en Tokio le dijo indignado al ministro de Asuntos Exteriores japonés Teijiro Toyoda: «Si llevan a cabo la ocupación, tendremos que ver de qué otras formas tratamos con ustedes»—, Canadá, Nueva Zelanda y las Indias Orientales Neerlandesas. También se comenzó a discutir la imposición del embargo de petróleo.
La prensa japonesa, controlada en gran medida por el gobierno y los altos mandos militares, respondió publicando en tono sensacionalista que Japón estaba siendo sometido al «cerco ABCD». La inclusión de China se debía a la guerra que Japón mantenía con ella desde 1937 cuando el ejército japonés la invadió.
Cuando el 1 de agosto comenzó el embargo de petróleo, la prensa japonesa reanudó la campaña sensacionalista del «cerco ABCD», presentando así a Estados Unidos, y a sus aliados, como los agresores que amenazaban «la paz del Pacífico». «El cerco de Japón por el bando ABCD es cada vez más descarado», escribió un analista, añadiendo a continuación:

La paz del Pacífico se ve amenazada de nuevo por la presión económica [occidental], el chantaje y la propaganda maliciosa [empleados contra Japón]. Esas innecesarias medidas disuasorias no sólo están impidiendo nuestro valeroso avance hacia la Esfera de Coprosperidad de la Gran Asia Oriental sino también revelando la magnitud de la codicia [occidental]. Todas las bases militares [occidentales en el Pacífico] —que conforman una herradura desde Birmania hasta Singapur, las Indias Orientales Holandesas, las islas Filipinas, Australia, Samoa, Hawái y Guam— están situadas dentro de la esfera de las naciones de Asia oriental. Pero todas ellas han sido pisoteadas por los blancos... Ahora es el momento de que prestemos atención a los cinco siglos de invasión blanca y afrontemos la realidad.

Muchos militares también creían en la existencia del «cerco ABCD», como el ministro de la Guerra Hideki Tojo, que estaba convencido de que si no se eliminaba Japón estaba condenado a desaparecer.